# James Tod (homme politique)
James Tod (1742-1816) est un homme politique canadien. Il était le député de Devon de 1792 à 1796 à la chambre d'assemblée du Bas-Canada pour le Parti bureaucrate